# Їлліс Графстрем
Їлліс Графстрем (швед. Gillis Grafström 7 червня 1893, Стокгольм, Швеція — 14 квітня 1938, Потсдам, Третій Рейх) — шведський фігурист. Перший в історії спортсмен, який зумів виграти 4 олімпійські нагороди у фігурному катанні (його досягнення повторив у 2014 році російський фігурист Євген Плющенко, який також завоював 4 олімпійські медалі, з яких дві золоті) і один з двох спортсменів, котрі здобували перемоги як на зимових, так і літніх Олімпійських іграх (поряд з Едді Іганом, який виграв золоті медалі в боксі і бобслеї).

## Біографія
Їлліс Графстрем тричі вигравав золото на Олімпійських іграх (1920, 1924, і 1928 роках) і один раз срібло на Олімпіаді 1932 року, (програвши Карлу Шеферу).
На його перших Олімпійських іграх в Антверпені зламався один із його ковзанів, і він змушений був піти в місто, щоб купити нову пару. На жаль, у продажу були тільки ковзани моделі «curly-toed», не ті, на яких він звик кататися. Незважаючи на цю обставину, він все одно переміг.
На своїх останніх Олімпійських іграх в 1932 році в Лейк-Плесіді він зіткнувся з фотографом на льоду і все ж зумів стати другим.
Графстрем був одним із кращих фігуристів у виконанні обов'язкових фігур. Він винайшов Ґрафстрем-пірует (на зворотному зовнішньому краю леза) і flying sit spin (стрибок в обертанні сидячи). Він катався на ковзанах дуже витончено і був відомий цікавими інтерпретаціями музики.
Графстрем також тренував Соню Гені.
З 1925 року і до своєї смерті він жив в Німеччині, в Потсдамі. Тренувався на Борнштедтському озері, коли воно замерзало, або на штучній ковзанці в парку Фрідріхсхайн в берлінському районі Фрідріхсхайн.
Графстрем вивчав архітектуру в Вищій технічній школі Берліна (нім. Technische Hochschule і після її закінчення працював архітектором.
Графстрем колекціонував графіку, картини і скульптури про катання на ковзанах. Це зібрання було продовжено його дружиною Цецилією Мендельсон-Бартольді (1898—1995). Сьогодні ця колекція належить Музею світового фігурного катання в Колорадо-Спрінгс (США). Ґрафстрем був також письменником і гравером.
Графстрем помер в 1938 році в Потсдамі у віці 44 років через зараження крові. Сьогодні в Потсдамі є вулиця, названа на його честь. У 1976 році він був введений в Зал слави світового фігурного катання.

## Спортивні досягнення
| Змагання / Сезон  | 1911—1912 | 1912—1913 | 1913—1914 | 1914—1915 | 1915—1916 | 1916—1917 | 1917—1918 | 1918—1919 | 1919—1920 | 1921—1922 | 1923—1924 | 1927—1928 | 1928—1929 | 1931—1932 |
| ----------------- | --------- | --------- | --------- | --------- | --------- | --------- | --------- | --------- | --------- | --------- | --------- | --------- | --------- | --------- |
| Олімпійські ігри  |           |           |           |           |           |           |           |           | 1         |           | 1         | 1         |           | 2         |
| Чемпіонати світу  |           |           | 14        |           |           |           |           |           |           | 1         | 1         |           | 1         |           |
| Чемпіонати Швеції | 2         |           |           |           |           | 1         | 1         | 1         |           |           |           |           |           |           |